# US Open de 1996
O US Open de 1996 foi um torneio de tênis disputado nas quadras duras do USTA Billie Jean King National Tennis Center, no Flushing Meadows-Corona Park, no distrito do Queens, em Nova York, nos Estados Unidos, entre 26 de agosto e 8 de setembro. Corresponde à 29ª edição da era aberta e à 116ª de todos os tempos.

## Finais

### Profissional
| Categoria | Evento    | Campeã(s)(o/ões)               | Vice-campeã(s)(o/ões)                | Resultado     | Chave(s)  | Chave(s)       |
| --------- | --------- | ------------------------------ | ------------------------------------ | ------------- | --------- | -------------- |
| Simples   | Masculino | Pete Sampras                   | Michael Chang                        | 6–1, 6–4, 7–6 | principal | qualificatório |
| Simples   | Feminino  | Steffi Graf                    | Monica Seles                         | 7–5, 6–4      | principal | qualificatório |
| Duplas    | Masculino | Todd Woodbridge Mark Woodforde | Jacco Eltingh Paul Haarhuis          | 4–6, 7–6, 7–6 | principal | principal      |
| Duplas    | Feminino  | Gigi Fernández Natasha Zvereva | Jana Novotná Arantxa Sánchez Vicario | 1–6, 6–1, 6–4 | principal | principal      |
| Duplas    | Misto     | Lisa Raymond Patrick Galbraith | Manon Bollegraf Rick Leach           | 7–6, 7–6      | principal | principal      |

### Juvenil
| Categoria | Evento    | Campeã(s)(o/ões)             | Vice-campeã(s)(o/ões)               | Resultado     | Chave(s)  | Chave(s)       |
| --------- | --------- | ---------------------------- | ----------------------------------- | ------------- | --------- | -------------- |
| Simples   | Masculino | Daniel Elsner                | Markus Hipfl                        | 6–3, 6–2      | principal | qualificatório |
| Simples   | Feminino  | Mirjana Lučić                | Marlene Weingärtner                 | 6–2, 6–1      | principal | qualificatório |
| Duplas    | Masculino | Bob Bryan Mike Bryan         | Daniele Bracciali Jocelyn Robichaud | 5–7, 6–3, 6–4 | principal | principal      |
| Duplas    | Feminino  | Surina de Beer Jessica Steck | Petra Rampre Katarina Srebotnik     | 6–4, 6–3      | principal | principal      |

### Outros eventos
| Categoria         | Evento                     | Campeã(s)(o/ões)            | Vice-campeã(s)(o/ões)       | Resultado | Chave     | Chave     |
| ----------------- | -------------------------- | --------------------------- | --------------------------- | --------- | --------- | --------- |
| Duplas convidadas | Masculino acima de 45 anos | Tom Gullikson Dick Stockton | Bob Lutz Stan Smith         | 6–4, 6–2  | principal | principal |
| Duplas convidadas | Masculino acima de 35 anos | Johan Kriek John Lloyd      | Vijay Amritraj Tim Wilkison | 6–4, 6–4  | principal | principal |
| Duplas convidadas | Feminino                   | Anne Hobbs Virginia Wade    | Jo Durie Valerie Ziegenfuss | 6–2, 6–2  | principal | principal |